# Leptopteromyia brasilae
Leptopteromyia brasilae là một loài ruồi trong họ Asilidae. Leptopteromyia brasilae được Martin miêu tả năm 1971. Loài này phân bố ở vùng Tân nhiệt đới.